# Сенібел (Флорида)
Сенібел (англ. Sanibel) — місто (англ. city) в США, в окрузі Лі штату Флорида. Населення — 6382 особи (2020).

## Географія
Сенібел розташований за координатами 26°27′4″ пн. ш. 82°6′20″ зх. д. / 26.45111° пн. ш. 82.10556° зх. д. (26.451038, -82.105676).  За даними Бюро перепису населення США в 2010 році місто мало площу 86,12 км², з яких 41,77 км² — суходіл та 44,35 км² — водойми.

## Демографія
Згідно з переписом 2010 року, у місті мешкало 6469 осіб у 3359 домогосподарствах у складі 2273 родин. Густота населення становила 75 осіб/км².  Було 7821 помешкання (91/км²).
Расовий склад населення:
| - 98,0 % — білих - 0,6 % — чорних або афроамериканців - 0,4 % — азіатів - 0,1 % — корінних американців |

До двох чи більше рас належало 0,6 %. Частка іспаномовних становила 2,3 % від усіх жителів.
За віковим діапазоном населення розподілялося таким чином: 7,9 % — особи молодші 18 років, 42,0 % — особи у віці 18—64 років, 50,1 % — особи у віці 65 років та старші. Медіана віку мешканця становила 65,0 року. На 100 осіб жіночої статі у місті припадало 89,8 чоловіків;  на 100 жінок у віці від 18 років та старших — 89,5 чоловіків також старших 18 років.
Середній дохід на одне домашнє господарство  становив 154 754 долари США (медіана — 98 818), а середній дохід на одну сім'ю — 194 201 долар (медіана — 126 917). Медіана доходів становила 71 979 доларів для чоловіків та 51 755 доларів для жінок. За межею бідності перебувало 6,8 % осіб, у тому числі 16,8 % дітей у віці до 18 років та 3,7 % осіб у віці 65 років та старших.
Цивільне працевлаштоване населення становило 2290 осіб. Основні галузі зайнятості: науковці, спеціалісти, менеджери — 20,1 %, освіта, охорона здоров'я та соціальна допомога — 16,9 %, фінанси, страхування та нерухомість — 14,8 %, роздрібна торгівля — 13,7 %.